# あっぷる先出し中継8分1本勝負!
『あっぷる先出し中継8分1本勝負!』（あっぷるさきだしちゅうけいはっぷんいっぽんしょうぶ）は、2017年4月7日から2020年3月27日までNBC長崎放送テレビで放送された生放送の情報番組である。

## 放送時間
- 金曜 9:55 - 10:05
- 毎月第4水曜日 9:55 - 10:05

## 出演者
- 力野由起子

## 番組休止
- 2018年2月9日は、『平昌オリンピック2018フリースタイルスキー男女モーグル予選』中継のため休止。
- 2018年2月16日は、『平昌オリンピック2018フィギュアスケート男子ショートプログラム』中継のため休止。
- 2018年4月27日は、『報道特別番組 歴史的瞬間!南北首脳会談』放送のため休止。代替で同年5月2日に放送。

## 関連番組
- あっぷる（月曜 - 金曜 15:52 - 16:50）